# Ketumbeine
Ketumbeine (auch Kitumbeine) ist ein Verwaltungsbezirk (Ward) des Distrikts Longido in der tansanischen Region Arusha.

## Geografie
Ketumbeine liegt im Norden von Tansania, etwa 80 Kilometer nordwestlich der Regionshauptstadt Arusha am Nordosthang des Kitumbeine. Im Norden grenzt der Bezirk an Gelai Lumbwa und Mundarara, im Osten an Engikaret, im Süden an Noondot, im Westen an Eleng'ata Dapash und Ilorienito und im Nordwesten an Gelai Meirugoi.
Der Bezirk hat eine Fläche von 518 Quadratkilometern. Bei der Volkszählung 2022 lebten hier 10.203 Menschen in 2230 Haushalten.

## Gliederung
Ketumbeine besteht aus vier Gemeinden (Mtaa) mit elf Orten (Kitongoji):
| Orkejuloongishu - Madukani - Ewasolturoto | Engushai - Endonyonaju - Euwasnamanaa - Mbarangati | Armanie - Parmanja - Irbilin - Ingolili | Lopolosek - Imbilin - Lopolosek - Ioorbilin |

## Wirtschaft und Infrastruktur
- Gesundheit: Im Bezirk befinden sich ein staatliches Gesundheitszentrum[8] und eine private Apotheke, die auch kleine chirurgische Eingriffe durchführt.[9]
- Bildung: Die Ketumbeine Secondary School ist eine staatliche weiterführende Schule, die Burschen und Mädchen bis zur 4. Stufe ausbildet.[10]